# Seleção Uzbeque de Futebol
A Seleção Uzbeque de Futebol representa o Usbequistão nas competições de futebol da FIFA. 
O Uzbequistão detém os melhores resultados competitivos entre as equipes da Ásia Central. A seleção irá disputar pela primeira vez a Copa do Mundo em 2026. Na Copa da Ásia de 2011, o Uzbequistão chegou às semifinais do torneio pela primeira vez. Em outras competições, como os Jogos Asiáticos, o Uzbequistão conquistou a medalha de ouro em 1994 no Japão, enquanto terminou como vice-campeão na Copa das Nações Afro-Asiáticas em 1995. 

## Desempenho em copas
- 1930 a 1990: Não participou, era parte da URSS.
- 1994: Inscrição não-permitida pela FIFA.
- 1998 a 2022: Não se classificou.
- 2026: classificado

## Uniformes

### Uniformes atuais
- Uniforme principal: Camisa branca, calção e meias brancas;
- Uniforme reserva: Camisa azul, calção e meias azuis.

| Titular | Reserva |  |

### Uniformes dos goleiros
- Verde com detalhes pretas.
- Preto com detalhes brancos.

| Cores do Time · Cores do Time · Cores do Time · Cores do Time · Cores do Time | Cores do Time · Cores do Time · Cores do Time · Cores do Time · Cores do Time |  |

### Uniformes Anteriores
- 2010

| Primeiro | Segundo |